# Чистопадівська сільська рада
Чистопадівська сільська́ ра́да — адміністративно-територіальна одиниця та орган місцевого самоврядування у Зборівському районі Тернопільської області. Адміністративний центр — село Чистопади.

## Загальні відомості
Чистопадівська сільська рада утворена в 1991 році.
- Територія ради: 1,75 км²
- Населення ради: 605 осіб (станом на 2001 рік)
- Територією ради протікає річка Серет

## Населені пункти
Сільській раді підпорядковані населені пункти:
- с. Чистопади

## Склад ради
Рада складається з 12 депутатів та голови.
- Голова ради: Грунтовський Ігор Михайлович
- Секретар ради: Петришин Галина Михайлівна

### Керівний склад попередніх скликань
| Прізвище, ім'я, по батькові  | Основні відомості                                                               | Дата обрання | Дата звільнення |
| ---------------------------- | ------------------------------------------------------------------------------- | ------------ | --------------- |
| Грунтовський Ігор Михайлович | Сільський голова, 1954 року народження, освіта середня спеціальна               | 26.03.2006   | 31.10.2010      |
| Грунтовський Ігор Михайлович | Сільський голова, 1954 року народження, освіта середня спеціальна, безпартійний | 31.10.2010   |                 |

Примітка: таблиця складена за даними сайту Верховної Ради України

### Депутати
За результатами місцевих виборів 2010 року депутатами ради стали:

#### За суб'єктами висування
| Суб'єкт висування | Кількість обраних депутатів | %   |
| ----------------- | --------------------------- | --- |
| Самовисування     | 12                          | 100 |

#### За округами
| № округу | Прізвище, ім'я, по батькові    | Дата визнання обраним | Освіта             | Партійна приналежність | Відомості про обраного депутата                                |
| -------- | ------------------------------ | --------------------- | ------------------ | ---------------------- | -------------------------------------------------------------- |
| 1        | Сікора Марія Євгенівна         | 03.11.2010            | середня спеціальна | позапартійна           | тимчасово не працює                                            |
| 2        | Осейко Іван Дмитрович          | 03.11.2010            | вища               | позапартійний          | УПЦ КП, священослужитель                                       |
| 3        | Василь Михайлович Томашевський | 03.11.2010            | середня спеціальна | позапартійний          | ДП «Залозецький спиртзавод», будівельник                       |
| 4        | Кріль Тарас Михайлович         | 03.11.2010            | середня спеціальна | позапартійний          | Ратищівська загальноосвітня школа І-ІІ ст., вчитель            |
| 5        | Дерех Василь Михайлович        | 03.11.2010            | середня спеціальна | позапартійний          | приватний підприємець                                          |
| 6        | Вугліцька Оксана Василівна     | 03.11.2010            | середня            | позапартійна           | тимчасово не працює                                            |
| 7        | Дутка Богдан Михайлович        | 03.11.2010            | вища               | позапартійний          | приватний підприємець                                          |
| 8        | Петришин Галина Михайлівна     | 03.11.2010            | вища               | позапартійна           | Залозецька селищна рада, бухгалтер                             |
| 9        | Жук Галина Мирославівна        | 03.11.2010            | середня спеціальна | позапартійна           | Клуб с. Чистопади, завідувач клубу                             |
| 10       | Паськів Людмила Іванівна       | 03.11.2010            | середня спеціальна | позапартійна           | Чистопадівська сільська рада, бухгалтер                        |
| 11       | Томашівська Галина Михайлівна  | 03.11.2010            | середня спеціальна | позапартійна           | фельдшерсько-акушерський пункт с. Чистопади, завідувачка ФАПом |
| 12       | Дацишин Зоряна Михайлівна      | 03.11.2010            | вища               | позапартійна           | тимчасово не працює                                            |